# Зелёный Куст (Орловская область)
Зелёный Куст — посёлок в Урицком районе Орловской области России.
Входит в состав Луначарского сельского поселения.

## География
Ближайшие населённые пункты — Ново-Георгиевский и Красная Зорька.
Имеется одна улица — Зелёная.

## Население
| 2010 |
| ---- |
| 29   |